# 陈啸
陈啸（1955年—），出生于北京，曾任合肥学院副院长，现任海口经济学院院长。

## 生平
1983年毕业于安徽师范大学物理系并留校任教。1985调至合肥联合大学（合肥学院前身）工作，曾任合肥联合大学教务处长。1992年在华东师范大学进修高等教育学。2003年任合肥学院党委委员、副院长、教授。2006年受聘淮北师范大学高等教育学硕士生导师。2015年任合肥学院督导员。现任海口经济学院院长，教授、博士生导师。

## 学术贡献
主要从事高等教育管理、高等职业教育等研究工作。主持国家级课题、省级课题十余项。获安徽省教学成果一等奖2项、特等奖3项。2014年，获国家级教学成果一等奖（第二完成人）。